# Chelsea (Londres)
Chelsea es un barrio del centro de Londres (Inglaterra), encuadrado en el municipio de Kensington y Chelsea. Está delimitado por el sur por el río Támesis, que se extiende desde el Chelsea Bridge a lo largo del terraplén Chelsea, Cheyne Walk, la Lots Road Power Station y el Chelsea Harbour. Su límite oriental es el Chelsea Bridge Road y la mitad inferior de Sloane Street. Al norte y al noroeste, el barrio finaliza en Knightsbridge y South Kensington.
Su área urbana forma parte del municipio (borough) de Kensington y Chelsea. Desde 1900, y hasta la creación del Gran Londres en 1965, formó parte del Municipio Metropolitano de Chelsea, en el Condado de Londres.
El barrio es famoso por el equipo de fútbol Chelsea Football Club, que tiene su base en el estadio Stamford Bridge (41.841 espectadores), situado en el cercano barrio de Fulham. Además, es una de las zonas más distinguidas de Londres, y lugar de residencia de gran número de personajes ricos y famosos.

## Historia

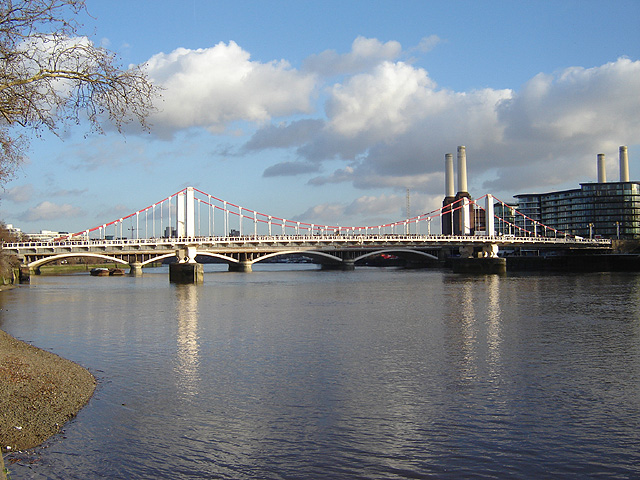
Chelsea Bridge, construido entre 1851 y 1858 para unir Chelsea con Battersea.

La palabra Chelsea significa "lugar de caída [al río] de una tiza o piedra caliza" (Cealc-hyð en inglés antiguo). El primer registro del Señorío de Chelsea es anterior al Libro Domesday, y registra el hecho de que Thurstan, gobernador de Palacio del Rey durante el reinado de Eduardo el Confesor, dio la tierra al Abad y Convento de Westminster.
El rey Enrique VIII adquirió el señorío de Chelsea a Lord Sandys en 1536. Dos de sus esposas, Catalina Parr y Ana de Cleves, vivieron en la casa del señorío, la princesa Isabel —la futura reina Isabel I de Inglaterra— fue también residente, y Tomás Moro vivió más o menos al lado, en Beaufort House. Jaime I estableció un centro teológico en el lugar que después ocupó el Hospital Real de Chelsea, que fue fundado más tarde por Carlos II.

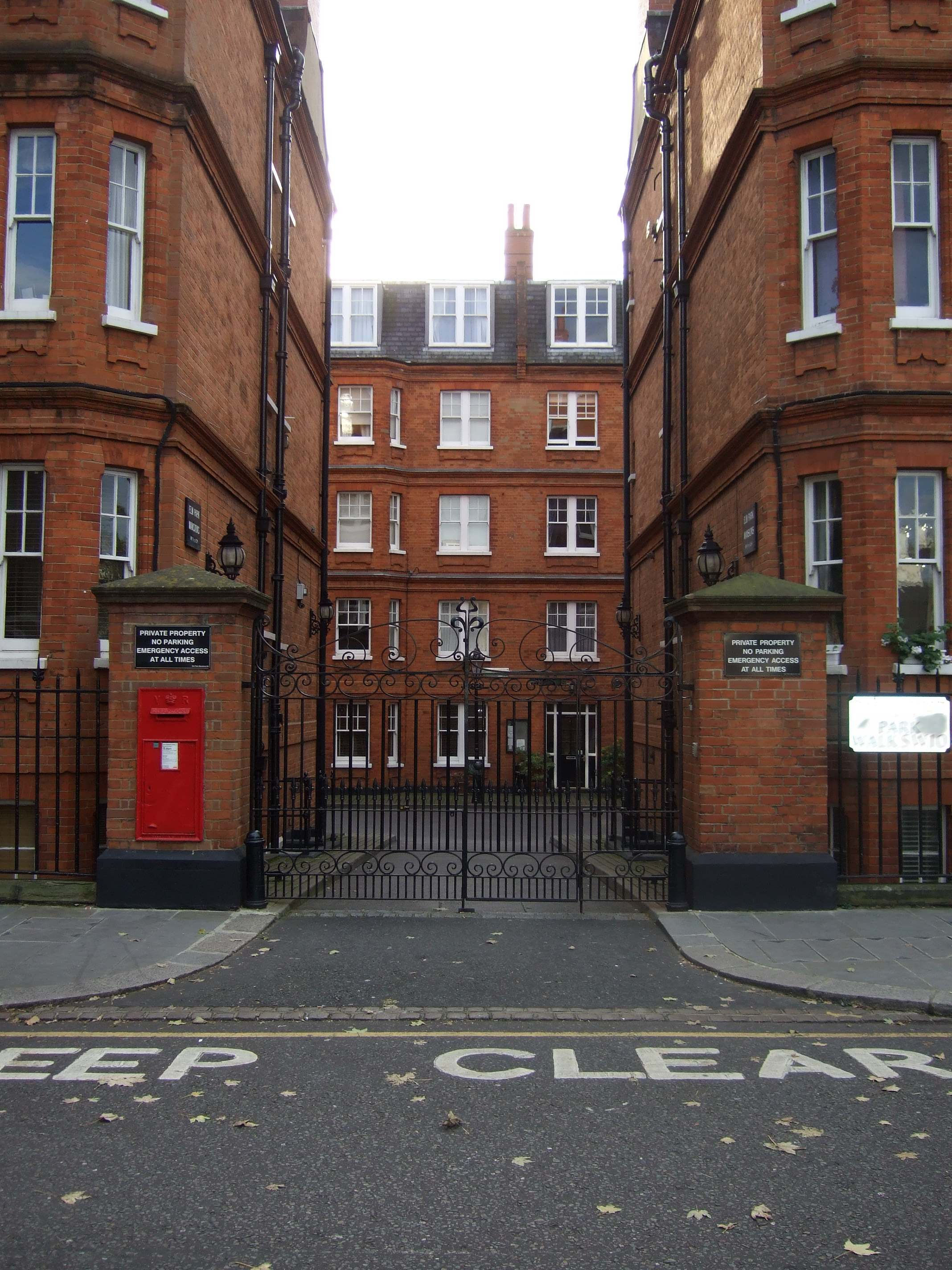
Un bloque de pisos exclusivos en Chelsea, que fue utilizado para las tomas exteriores de la telecomedia de la BBC Joking Apart.

Chelsea tuvo la reputación de ser el barrio bohemio de Londres, el lugar favorito de artistas, pintores y poetas, y allí se fundó el Chelsea College de Arte y Diseño, originalmente fundado en 1895 como Escuela de Arte de Chelsea. A finales del siglo XIX, y con la construcción del terraplén, que revitalizó una importante zona colindante al Támesis, el flujo de personas que llegaban desde otras partes de Londres facilitó la construcción de nuevos puentes que unieron la industriosa Chelsea con la importante zona agrícola de Battersea, en el sur, como el Chelsea Bridge y el Albert Bridge. Hasta 1858, ambos barrios estaban únicamente comunicados por el viejo Battersea Bridge.
El barrio brilló de nuevo brevemente, en las décadas de 1960 y 1970. Miembros de los Beatles y Rolling Stones como Brian Jones, Mick Jagger o Keith Richards llegaron a vivir en el barrio, que vivió también el nacimiento del punk británico. Incluso Elvis Costello, cantó "I don't want to go to Chelsea" ("No quiero ir a Chelsea"). En los inicios del siglo XXI, el barrio, convertido en residencial, intenta recuperar su antigua reputación. Actualmente es residencia de algunos de los habitantes más ricos y distinguidos de la capital británica.

## Residentes célebres
Algunas de las personas más conocidas que han vivido o viven en Chelsea son los siguientes:
| - Bryan Adams - Lily Allen - Francis Bacon - Jamie Bell - John Betjeman - Dirk Bogarde - William Boyd - Eric Clapton - Steve Clark - Agatha Christie - Johnny Depp - George Devine - Bernie Ecclestone - George Eliot - Judy Garland - Bob Geldof - David Lloyd George - Hugh Grant - Michael Hutchence - Mick Jagger - Henry James | - Mark Knopfler - Bob Marley - Kylie Minogue - Thomas More - Gwyneth Paltrow - Eddie Redmayne - Nick Rhodes - Gerald Scarfe - Mark Shuttleworth - Chris Squire - Algernon Charles Swinburne - Margaret Thatcher - Wilfred Thesiger - J. M. W. Turner - James McNeill Whistler - Oscar Wilde - Mark Twain - Bram Stoker - Roman Polanski - J. R. R. Tolkien - Carol Reed - Caggie Dunlop |